# Кабов, Олег Александрович
Олег Александрович Кабов (10 января 1956) — советский и россйский физик, заведующий лабораторией в Институте теплофизики СО РАН, доктор физико-математических наук, профессор МГТУ, член-корреспондент РАН.

## Биография
В 1978 году окончил теплоэнергетический факультет Томского государственного университета. В 1986 году защитил диссертацию кандидата технических наук, в 1999 году защитил диссертацию доктора физико-математических наук.
Заведующий лабораторией «Интенсификации процессов теплообмена», Институт теплофизики им. С. С. Кутателадзе СО РАН. Со-директор международной лаборатории Института теплофизики им. С. С. Кутателадзе СО РАН и Свободного университета города Брюсселя. Профессор кафедры тепловых электрических станций НГТУ. 02.06.2022  был избран членом-корреспондентом Российской академии наук.

## Дело Кабова
С декабря 2022 года подвергался уголовному преследованию после повторной экспертизы его научно-исследовательской работы, был вынужден провести два месяца в СИЗО. Через год, в декабре 2023 года, уголовное дело и уголовное преследование по второй части статьи 174.1 УК РФ было прекращено за отсутствием состава преступления. Позже, 24 февраля 2025 года Советский районный суд Новосибирска огласил решение по обвинениям по четвертой части статьи 159 УК РФ. Первоначальная сумма ущерба, вменяемая Кабову следствием в 2022 году, составляла 26.7 млн рублей, но в 2025 году, по решению суда, она была снижена почти в четыре раза до 7.2 млн рублей. Суд также отклонил требование обвинителя назначить Кабову 7 лет колонии общего режима, вместо этого суд назначил пятилетний условный срок, включающий ограничение два года заниматься наукой. 
В последнем слове на заседании суда, за неделю до оглашения решения, учёный сказал: «В научном проекте, за который меня сейчас судят, за который меня уже больше двух лет лишают возможности заниматься наукой и общаться с коллегами и учеными, мной и моими единомышленниками сделано, по существу, научное открытие. И это знаю не только я, это известно многим ученым физикам и в России, и в мире. Уголовное дело, в котором я был подозреваемым, обвиняемым, а сейчас я — подсудимый, это испытание не только для меня, для моих близких и для науки. Я убежден, это уголовное дело — еще и шанс всем нам! Сделать шаг в сторону просвещения, науки, добра, достоинства, уважения к праву и к закону». 
Адвокат Геннадий Шидебаров охарактеризовал дело Кабова как прецедентное: «Впервые в истории новой России люди, обличенные властью и обладающие знаниями физики лишь в рамках базовой школьной программы, обвиняют ученого-физика с мировым именем в ненадлежащем выполнении прикладных научных исследований по научному проекту». Также адвокат особо подчеркнул: «Профильное отделение Российской академии наук высоко оценивает полученный новосибирскими учеными в научном проекте под руководством Кабова О.А. научный и научно-технический результат, утверждая, что именно этот результат прикладных научных исследований вывел российских ученых в число мировых лидеров научного направления исследований».

## Научные звания
Д.ф.-м.н.,  с 2007 года.
Входит в национальный комитет РАН по теплообмену.
Область научных интересов: Теплообмен и кризисные явления в стекающих пленках жидкости. Двухфазные течения в мини и микро каналах. Интенсификация пленочной конденсации пара. Термокапиллярная конвекция в пленках и слоях жидкости. Двухфазные системы в условиях пониженной гравитации. Оптические методы исследования. Охлаждение электронного оборудования с высоким тепловыделением.